# Вільгельміна Луїза Нассау-Вайльбурзька
Вільгельміна Луїза Нассау-Вайльбурзька (нім. Wilhelmine Luise von Nassau-Weilburg, 28 вересня 1765 — 10 жовтня 1837) — принцеса Нассау-Вайльбурзька, донька князя Нассау-Вайльбургу Карла Крістіана та принцеси Оранської Кароліни, дружина князя Ройсс-Грайцького Генріха XIII.

## Біографія
Народилась 28 вересня 1765 року в Гаазі. Була четвертою дитиною та другою донькою в родині князя Нассау-Вайльбургу Карла Крістіана та його дружини Кароліни Оранж-Нассауської. Мала старшу сестру Марію та брата Вільгельма, який помер 1770 року. Згодом сімейство поповнилося сімома молодшими дітьми, з яких п'ятеро досягли дорослого віку.
Батько перебував на службі у голландському війську, а матір була регенткою свого молодшого брата до 1766 року, тож родина мешкала в Гаазі. 1769 року переїхали до Вайльбургу, однак вже у 1773 році, із призначенням Карла Крістіана губернатором Маастрихту, повернулися до Голландії. Втім, 1784 року той відмовився від посади і сім'я знов повернулася до Вайльбургу.
У 20 років Вільгельміна Луїза узяла шлюб із 38-річним спадкоємним принцом Ройсс-Грайцу Генріхом XIII. Весілля пройшло 9 січня 1786 у Кірхгаймболандені. З чотирьох дітей подружжя живими народилися троє синів.
У червні 1800 року Генріх XIII став правлячим князем Ройсс-Грайцу. Після пожежі 6 квітня 1802 року резиденція подружжя у Грайці була перенесена з Верхнього замку до Нижнього. У 1807 році князівство стало членом Рейнської конфедерації, а після поразки Наполеона — вступило у 1815 до Німецького союзу.
Генріх XIII помер у жовтні 1817 року. Вільгельміна Луїза повністю пережила правління другого сина та пішла з життя за часів володарювання найменшого, 10 жовтня 1837 року у Грайці. Була похована у князівській крипті міської церкви Святої Марії.

## Родина

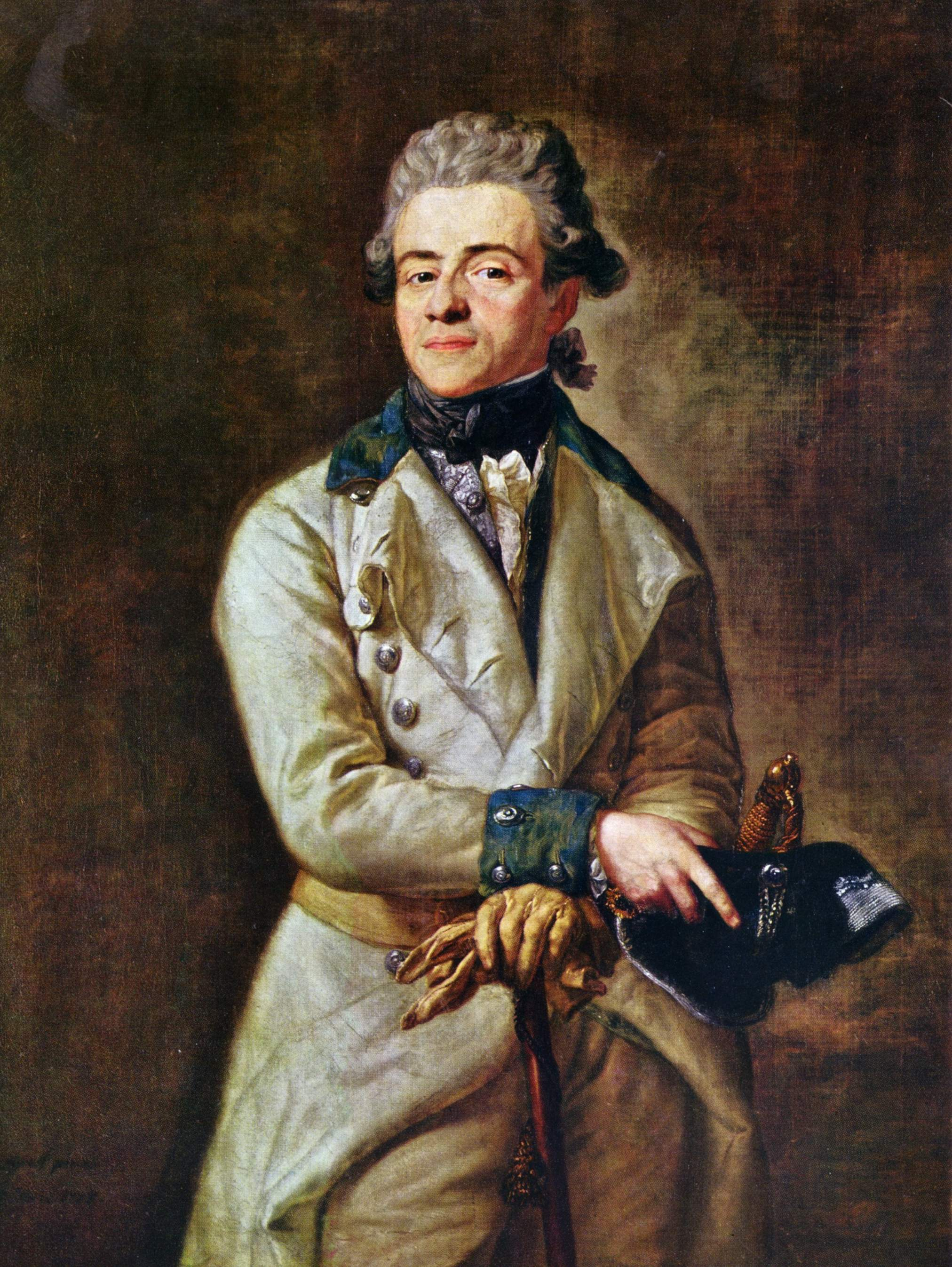
Портрет Генріха XIII пензля Антона Граффа, 1775

Чоловік —  Генріх XIII
Діти:
- Генріх XVIII (нар. та пом. 31 березня 1787) — прожив 1 день;
- Генріх XIX (1790—1836) — князь Ройсс-Ґряйцу у 1817—1836 роках, був одружений з Ґаспаріною де Роган-Рошфор, мав двох доньок;
- Генріх XX (1794—1859) — князь Ройсс-Ґряйцу у 1836—1859 роках, був двічі одруженим, мав п'ятеро дітей від другого шлюбу та двох позашлюбних.